# Slalomvärldsmästerskapen i kanotsport 1973
Slalomvärldsmästerskapen i kanotsport 1973 anordnades i Muotathal, Schweiz. 

## Medaljsummering

### Medaljtabell
| Pl.    | Nation          | Guld | Silver | Brons | Totalt |
| ------ | --------------- | ---- | ------ | ----- | ------ |
| 1      | Östtyskland     | 3    | 3      | 4     | 10     |
| 2      | Tjeckoslovakien | 2    | 2      | 0     | 4      |
| 3      | USA             | 2    | 1      | 0     | 3      |
| 4      | Västtyskland    | 1    | 0      | 2     | 3      |
| 5      | Österrike       | 1    | 0      | 0     | 1      |
| 6      | Polen           | 0    | 2      | 1     | 3      |
| 7      | Schweiz         | 0    | 1      | 0     | 1      |
| 8      | Frankrike       | 0    | 0      | 1     | 1      |
| 8      | Nederländerna   | 0    | 0      | 1     | 1      |
| Totalt | Totalt          | 9    | 9      | 9     | 27     |

### Herrar
| Gren    | Guld | Poäng | Silver | Poäng | Brons | Poäng |
| C-1     | Reinhard Eiben (GDR) | 269,1 | Karel Třešňák (TCH)                                                                                             | 270,1 | Udo Müller (GDR)                                                                                            | 284,0 |
| C-1 lag | Tjeckoslovakien Jaroslav Radil Karel Třešňák Petr Sodomka                                                                       | 291,6 | Östtyskland Reinhard Eiben Peter Massalski Udo Müller                                                           | 305,0 | Västtyskland Wolfgang Peters Josef Schumacher Walter Horn                                                   | 361,2 |
| C-2     | Tjeckoslovakien Jiří Krejza Jaroslav Pollert                                                                                    | 164,0 | Östtyskland Klaus Trummer Jürgen Kretschmer                                                                     | 168,0 | Västtyskland Wilhelm Baues Hans-Otto Schumacher                                                             | 178,1 |
| C-2 lag | Västtyskland Olaf Fricke & Michael Reimann Karl-Heinz Scheffer & Heinz-Jürgen Steinschulte Wilhelm Baues & Hans-Otto Schumacher | 508,5 | Tjeckoslovakien Josef Havela & Bohumír Machát Antonín Brabec & František Kadaňka Jiří Krejza & Jaroslav Pollert | 547,8 | Östtyskland Jürgen Köhler & Hubert Kraeft Peter Grabowski & Josef Raschke Klaus Trummer & Jürgen Kretschmer | 558,9 |
| K-1     | Norbert Sattler (AUT) | 134,6 | Siegbert Horn (GDR)                                                                                             | 137,3 | Wojciech Gawroński (POL)                                                                                    | 138,3 |
| K-1 lag | Östtyskland Wolfgang Büchner Siegbert Horn Christian Döring                                                                     | 244,7 | Polen Jerzy Stanuch Wojciech Gawroński Stanisław Majerczak                                                      | 277,8 | Frankrike Eric Koechlin Michel Magdinier Claude Peschier                                                    | 308,6 |

### Mixed
| Gren | Guld                         | Poäng | Silver                               | Poäng | Brons                                             | Poäng |
| C-2  | USA Carol Knight Dave Knight | 474,1 | USA Barbara Holcombe Norman Holcombe | 522,0 | Nederländerna Ria van Stipdonk Peter van Stipdonk | 590,1 |

### Damer
| Gren    | Guld                                          | Poäng | Silver                                            | Poäng | Brons                                                    | Poäng |
| K-1     | Sybille Spindler (GDR)                        | 288,4 | Maria Ćwiertniewicz (POL)                         | 292,4 | Martina Falke (GDR)                                      | 295,2 |
| K-1 lag | USA Candice Clark Louise Holcombe Lynn Ashton | 337,9 | Schweiz Elisabeth Käser Danielle Kamber Eva Karel | 360,9 | Östtyskland Sybille Spindler Marion Bauman Martina Falke | 369,4 |